# Leo Justinus Kauffmann
Leo Justinus Kauffmann (* 20. September 1901 in Dammerkirch, Elsass; † 25. September 1944 in Straßburg) war ein elsässischer Komponist der, ausgehend von Spätromantik, Impressionismus und Neoklassizismus einen eigenen Stil entwickelte. Mit seinem 1944 uraufgeführten Bühnenwerk Das Perlenhemd schuf er einen wichtigen Beitrag zur modernen Kammeroper.

## Leben

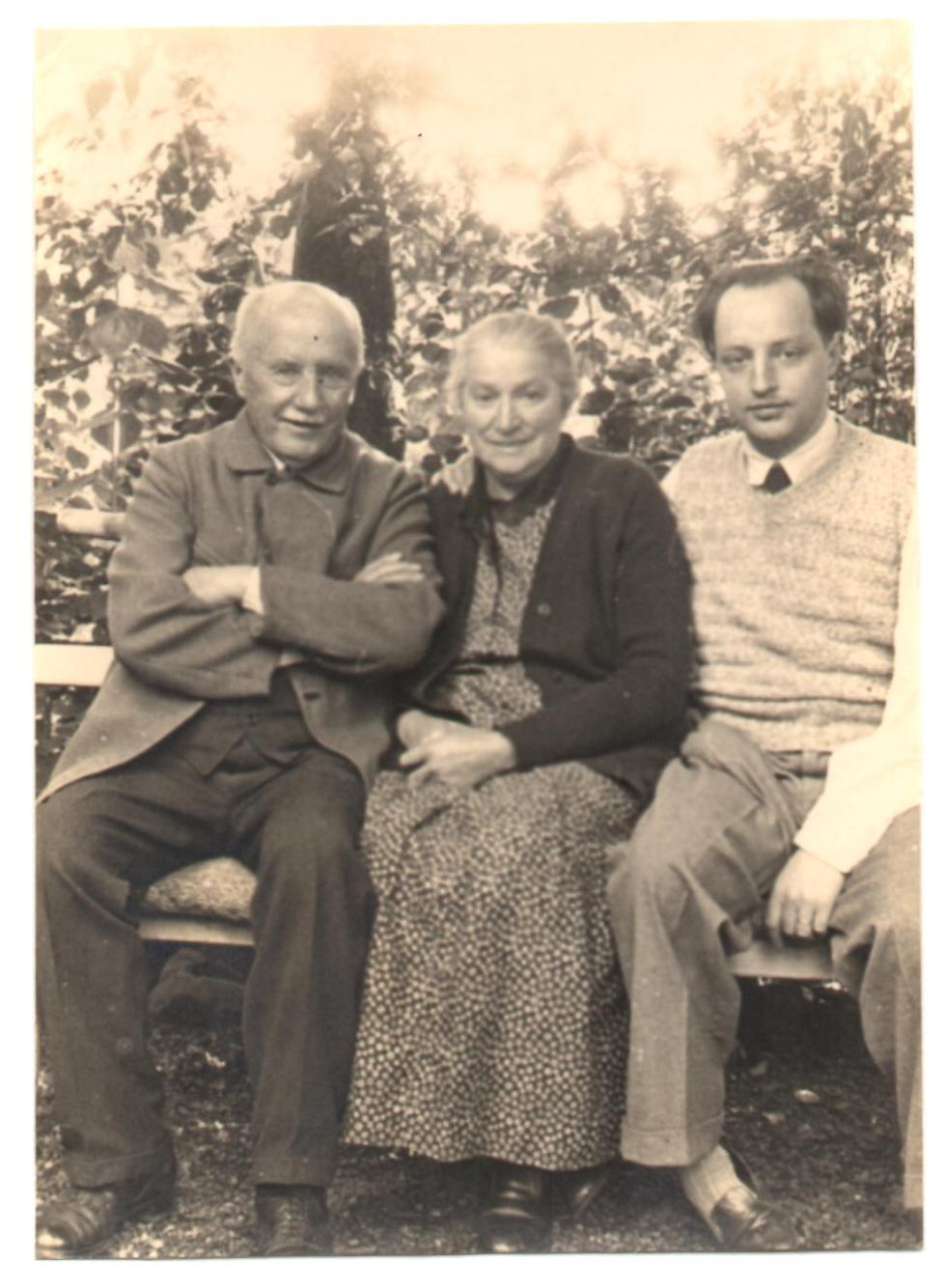
Kauffmann mit seinen Eltern (um 1930)

Kauffmann wurde als jüngstes von vier Geschwistern am 20. September 1901 im oberelsässischen Dammerkirch (französisch: Dannemarie) geboren. Der Vater, Hauptlehrer und Organist in der Kleinstadt, förderte früh die musikalische Begabung seines Sohnes. Bereits der Achtjährige war in der Lage, Orgel zu spielen und den Vater gelegentlich im Gottesdienst zu vertreten. Bis zum Kriegsausbruch 1914 besuchte er das Gymnasium in Altkirch. Erste erhaltene Kompositionen stammen aus dem Jahr 1916, überwiegend kleine Klavier- und Orgelstücke sowie Lieder und geistliche Chorsätze. In den Kriegsjahren mussten seine Mutter und er (die Brüder waren eingezogen, der Vater als Lehrer unabkömmlich) oft aus dem Kriegsgebiet Dammerkirch nach Dijon flüchten, wo eine Schwester väterlicherseits wohnte. Dort besuchte er das Gymnasium, gleichzeitig förderte unter anderem der Domkapellmeister Moissenet seine musikalische Begabung. Anfang 1919 bis Mitte 1920 besuchte er das Straßburger Konservatorium, auch dort forderten ihn die Lehrer auf, seine Studien zu vertiefen. Die Eltern entschlossen sich, ihn an die Kölner Musikhochschule zu schicken, da seine ältere Schwester im rheinischen Düren lebte und für den jungen Leo sorgen konnte.
An der Kölner Musikhochschule studierte Kauffmann Klavier bei Franz Michalek und Lazaro Uzielli sowie Harmonielehre und Kontrapunkt bei August von Othegraven. Als Kauffmann seine ersten längeren Ferien (1922) in der elsässischen Heimat verbrachte, wurde er – als französischer Staatsbürger – zwei Jahre zum Militärdienst eingezogen. Kauffmann selbst schrieb, er sei „nach Frankreich (Bellay) abgeschoben und in das 133. Infanterieregiment, ein Disziplinarregiment, gesteckt [worden].“ Von Bellay im Departement Maine-et-Loire aus wurde Kauffmanns Einheit nach Lyon verlegt. Dort hatte er Gelegenheit, Privatschüler bei Florent Schmitt zu werden, der am Konservatorium von 1922 bis 1924 Harmonielehre unterrichtete.
Allerdings wurde Kauffmanns Regiment kurze Zeit später an die Ruhr beordert und er diente dem Armeegeneral als Dolmetscher. Die Besetzung des gesamten Ruhrgebiets durch das französische Heer fand im Januar 1923 statt und es ist anzunehmen, dass Kauffmann vom Anfang an dabei war. Es ist wenig wahrscheinlich, dass Kauffmann und Schmitt nach dieser Zeit noch einmal Kontakt hatten. Dessen kompositorischer Einfluss auf den jungen Elsässer ist kaum zu beurteilen, Kauffmanns erste Kompositionen weisen den Einfluss der deutschen Romantik und des (vielleicht über Schmitt vermittelten) Impressionismus´ auf. Die späteren Werke, die sich durch Rationalität, Sachlichkeit, Transparenz und Kürze auszeichnen, haben wenig gemein mit dem vollgriffigen Klaviersatz Schmitts oder dessen ausgedehnten, emotionsgeladenen Orchesterwerken und neigen eher den burlesk-ironischen, durchsichtig komponierten Stücken der Franzosen um Milhaud, Poulenc und anderen zu.
1924 zurück im Elsass, bemühte sich Kauffmann um eine berufliche Position. Er wurde Organist in Dornach bei Mülhausen und nahm eine Stelle als Korrepetitor im Theater Mühlhausen an, damals eine Stadt mit etwa 100.000 Einwohnern, die nach 1919 wieder zu Frankreich gehörte. Anlässlich der Aufführung eines seiner Orchesterwerke lernte er die aus Basel stammende Gabriele Lesser kennen. Die beiden heiraten im Mai 1926.
Die weltweite Finanzkrise der zwanziger Jahre bekamen auch das Elsass und die Stadt Mühlhausen zu spüren, das musikalische Leben wurde immer eingeschränkter, Musiker wurden arbeitslos. Das Ehepaar Kauffmann beschloss 1927, in die Region Köln zu ziehen; dort hatte Kauffmann bereits Beziehungen, kurz stand auch der Umzug ins französische Kernland, nach Paris, zur Debatte. Kauffmann setzte seine Studien an der Kölner Musikhochschule unter anderem in den Meisterklassen bei Hermann Abendroth (Dirigieren), damals Generalmusikdirektor der Stadt Köln, und bei Philipp Jarnach (Komposition) fort. Seinen Lebensunterhalt bestritt Kauffmann als Leiter verschiedener Chöre in der Umgebung Kölns, 1929 wurde er Klavierlehrer an der Rheinischen Musikschule Köln-Sülz. Das Deutsche Tonkünstlerfest in Bremen bereicherte Kauffmann mit seinen Liedern des Todes. Anlässlich des Festes der IGNM 1933 in Amsterdam reüssierte er mit der Alemannische Suite, sein auch später noch meistgespieltes Orchesterwerk.
Einige Konzertkritiken kündeten bereits vom „neuen Geist“ in Deutschland nach 1933:
„[…] Ähnlich Leo Justinus Kauffmann mit seiner Orchestersuite, die Hans Schwieger in Mainz vorstellte: Sehr atonal und voller Dissonanzen, ließ das Werk einen eigentlichen Kunstgenuß nicht aufkommen. Früher bezeichnete man nicht mit Unrecht derartige Musik als Abbild der Zerrissenheit unseres Volkes.“
Angesichts der zunehmend schwierigen politischen Situation, auch lange vor der Machtübernahme der Nationalsozialisten, hatte Kauffmann bereits in den Jahren 1931 und 1932 versucht, ins Elsass zurückzukehren. Bewerbungen in Mühlhausen und Straßburg blieben aber erfolglos.
Es ist aber weniger die „Verunglimpfung als Neutöner“, die Kauffmann zunehmend in Schwierigkeiten brachte, vielmehr sind andere Formen der Verleumdung dafür verantwortlich, dass Kauffmann seine feste Anstellung an der Rheinischen Musikschule verlor. Die Umtriebe des überzeugten nationalsozialistischen Komponisten, Dirigenten und Kölner Hochschullehrers Richard Trunk sorgten dafür, dass Kauffmann 1933 „beurlaubt“ wurde. Der Grund für die Repressionen war, wie etliche Dokumente belegen, die jüdische Abstammung von Kauffmanns Ehefrau Gabriele. Er sollte offenbar gezwungen werden, sich von ihr scheiden zu lassen – ein durchaus üblicher Versuch der Nationalsozialisten, ihre Rassenideologie durchzusetzen. In der Folgezeit versuchte Kauffmann, seine Stellung wiederzuerlangen und verfasste mehrere Bitt- und Rechtfertigungsschreiben an die zuständigen Behörden und Funktionäre. Erst 1934 erhielt er den notwendigen „Unterrichtserlaubnisschein“ der Reichsmusikkammer. Auch die Denunziation als vermeintliches Mitglied der „Katholischen Aktion“, einer katholischen Laienbewegung, die nicht nur zur aktiven Mitgestaltung der Gesellschaft und der Kirche aufrief, sondern sich auch offen gegen den Nationalsozialismus richtete, hätte Kauffmann gefährlich werden können. Solchermaßen diffamiert, war es schwer, an Kompositionsaufträge zu gelangen und Werke in der Öffentlichkeit zu präsentieren. Einen Ausweg bot die Vermittlung eines befreundeten Musikredakteurs im Reichssender Köln, von dem Kauffmann immer wieder Kompositionsaufträge erhielt. So entstanden mit den Jahren eine Reihe von Werken der Unterhaltungsmusik für das neue Medium: Musik für Hörspiele, Schlager, Funkoperetten und unterhaltsame Instrumentalmusik. Die über Gabriele Kauffmann von mehreren Autoren überlieferte Bemerkung, er habe „1937 zweimal den ersten Preis bei Rundfunk-Kompositionswettbewerben gewonnen“, lässt sich indessen nicht belegen.
Die gelegentlich kolportierte Deutung, Kauffmann habe sich hinter einem Decknamen verbergen müssen, um überhaupt mit Kompositionen an die Öffentlichkeit zu gelangen, wie der Autor des MGG-Artikels, Francis Muller, oder der auf diesem basierende Aufsatz von Hans-Jakob Seydel (Kauffmanns Nachlassverwalter) suggerieren, lässt sich nicht aufrechterhalten. Kauffmanns Pseudonym „Ralf Justmann“ taucht in öffentlichen Ankündigungen des Reichsrundfunks Köln nicht auf. In der Rundfunkzeitung, der WERAG, wird stets der Klarname des Hörspiel-Komponisten Kauffmann angegeben. Nur wenige Partituren seiner Rundfunkarbeiten unterzeichnete Kauffmann selbst mit „Ralf Justmann“, auch in den späten dreißiger Jahren, als er längst als Komponist am Reichssender etabliert war. Überdies waren Pseudonyme an die Reichsmusikkammer zu melden. Das galt auch für Musiker ausländischer Staatsangehörigkeit. Kauffmann war auch als Franzose Mitglied der Reichsmusikkammer, eine Arbeitserlaubnis wäre sonst nicht möglich gewesen.

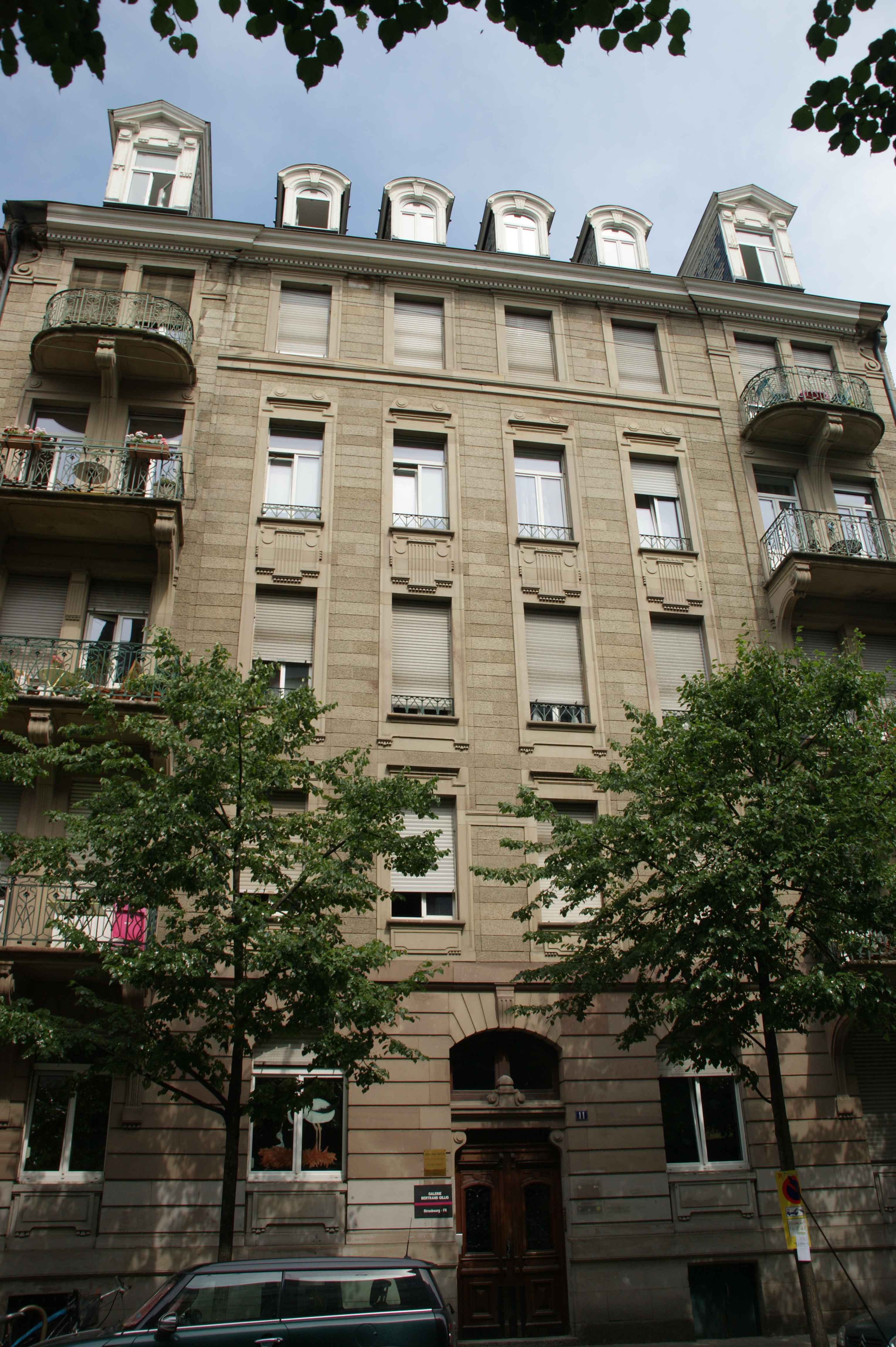
Wohnung der Kauffmanns in Straßburg, Rue Oberlin 11

Der knapp 40-jährige Kauffmann wurde 1940 von Fritz Münch als Kompositionslehrer an das Straßburger Konservatorium (heute Ecole Nationale de Musique) berufen. In diesem Jahr war das Elsass von Nazi-Deutschland faktisch annektiert worden. Der Gauleiter der NSDAP in Baden, Robert Wagner, nun gleichzeitig Chef der Zivilverwaltung im Elsass, verfolgte mit der Vision eines „kulturellen Mustergaus Elsaß-Baden“ eine rigide „Entwelschungs“- und „Rückdeutschungspolitik.“ Auf kulturellem Gebiet äußerte sich dies in der Gründung mehrerer Theater oder in personellen Umbesetzungen: Generalintendant des Theaters, des heutigen Théâtre National de Strasbourg, wurde Ingolf Kuntze, Hans Rosbaud übernahm als Generalmusikdirektor die Straßburger Philharmoniker. Auch das Konservatorium war von personellen Neubesetzungen betroffen, die Kontinuität in der Leitung allerdings konnte in der Person Fritz Münchs gewahrt bleiben. Kauffmann nahm seine Arbeit am Konservatorium am 15. November 1940 auf. 

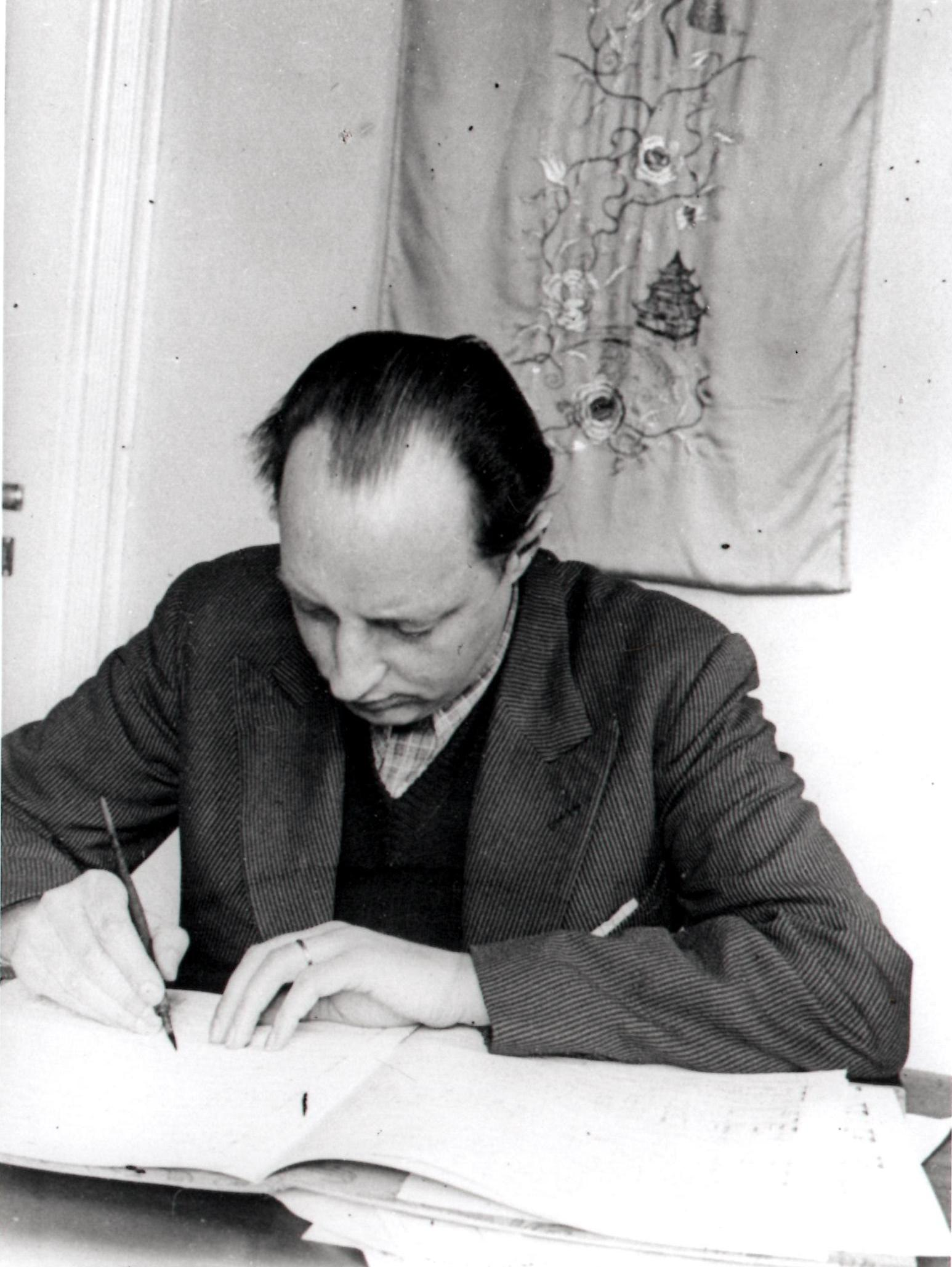
Kauffmann bei der Arbeit (um 1940)

In den Straßburger Jahren ließen mehrere Kompositionsaufträge auf Anerkennung als Komponist in der Zukunft hoffen, die Existenz schien langfristig gesichert. Mit dem elsässischen Dichter Eduard Reinacher, ein alter Bekannter aus der Kölner Zeit, begann eine fruchtbare Zusammenarbeit. Reinacher lieferte das Libretto zur in vielen deutschen und europäischen Ländern erfolgreich aufgeführten Oper Das schöne Annerl. Mit der Kammeroper Das Perlenhemd ging Kauffmann neue kompositorische Wege. Andere Opernprojekte, Agnes Bernauer und Hippolytos, blieben Fragmente: Bei einem Luftangriff der Alliierten auf Straßburg am 25. September 1944 fand Leo Justinus Kauffmann in den Trümmern der Landesmusikschule den Tod.  

## Werke
Leo Justinus Kauffmann hat etwa 280 Kompositionen der verschiedensten Gattungen hinterlassen. Brahms, Wolf, Reger, Schreker, Schönberg, Milhaud, „Nachromantik“, Impressionismus, „gemäßigt modern“ – ganz unterschiedliche Komponisten und Kompositionsstile werden von zeitgenössischen Kommentatoren zum Vergleich angeführt, um Kauffmanns Musik stilgeschichtlich einzuordnen. Überblickt man das Œuvre in seiner Gesamtheit, wird klar, dass Kauffmann bereits in jungen Jahren über ein breites kompositorisches Rüstzeug verfügt und seine große stilistische Bandbreite früh angelegt ist. In Werken aus der Jugendzeit finden sich einerseits spätromantisch und impressionistisch orientierte Klänge, ein vollgriffiger Klaviersatz, chromatische Melodiestrukturen, Sept- und Nonakkorde und Akkordalterationen. Der junge Kauffmann ist zu kühnen polytonalen Akkordballungen, manchmal geradezu Cluster-ähnlichen Dissonanzschärfungen fähig, die die Grenzen der Tonalität ausloten. Die Linearität der Stimmen, die in ihrer Unabhängigkeit kaum Rücksicht aufeinander zu nehmen scheinen, bilden eines um das andere Mal ein dichtes polyphones Gewebe. Andererseits entstehen bewusst einfach gehaltene Kompositionen, die Elemente der Unterhaltungsmusik aufnehmen und seine späteren Arbeiten für den Rundfunk vorwegzunehmen scheinen: Tanzmusik der zwanziger Jahre, gekennzeichnet durch schlichte Rhythmen, überschaubare Formen, kantable Melodik und einfache Harmonik. In späteren Jahren ist der Satz tendenziell transparenter, motorischer, und neigt zu einer Kompositionsweise, für die man die Begriffe Neoklassizismus oder Neobarock gefunden hat.
Die bereits in frühen Werken angelegten Fertigkeiten mögen von seinem, nur neun Jahre älteren Kölner Lehrer, Philipp Jarnach, gefördert worden sein – ohne dass explizit ein Einfluss Jarnachs, der seinerseits als Schüler Ferruccio Busonis dessen Klassizität kompositorisch weiterführte, unmittelbar nachweisbar wäre. Kauffmann trifft flexibel und instinktsicher die Ansprüche des jeweiligen Genres. Ob er Unterhaltungsmusik für den Rundfunk, Chansons, Schlager, Funkoperetten komponiert, hochartifizielle, anspruchsvolle Kammermusik oder Opern, stets folgt seine musikalische Gestaltung den Erfordernissen der jeweiligen Gattung. Düster-melancholische Texte inspirieren ihn zu komplexen Strukturen, zu hoch expressiver Harmonik, die mit raffinierter und differenzierter Instrumentation von dunkelstem, zartestem Kolorit bis zu aggressiver Schärfe einhergeht (Lieder des Todes). Genauso beherrscht er die Spielarten des Humors; die Musik kann voll feinsinnigem Witz, Heiterkeit und spielerischer, vorwärts treibender Leichtigkeit sein, elegant und von rhythmischer Raffinesse.
Die schon in den frühen Kompositionen angelegte Neigung zu aphoristischer Kürze schlägt sich in allen seinen Werken nieder. Die zunächst aus finanzieller Notwendigkeit entstandenen Arbeiten für den Rundfunk kamen seiner Begabung für das Burleske und Komische, seiner Vorliebe für die Theater- und Bühnenmusik entgegen. Sie mögen ihm künstlerische Freiheiten geboten haben, die er sich an anderer Stelle nicht hätte erlauben dürfen, aber als Klangeffekte in den Hörspielen unabdingbar waren: der reichliche Einsatz des sonst so verpönten Saxophons, die Verzerrungen der gestopften Trompeten, die Anklänge an den Jazz und scharfe Dissonanzen.
Die Unbefangenheit der Unterhaltungsmusik gegenüber rückt Kauffmann in die Nähe der französischen Group de Six. Musikalische Parallelen finden sich in der Hinwendung zu zeitgenössischen Formen der Unterhaltungsmusik, zu Jazz, Varieté- und Zirkus-Musik. Die Nähe der französischen Komponisten zum Neoklassizismus stellt gleichermaßen eine Verbindung zum Frühwerk Paul Hindemiths und zu Kauffmann her. Mit dem ein Jahr älteren Kurt Weill verbindet ihn eine ähnliche Musikästhetik: Die Souveränität im Umgang mit Phänomenen der Unterhaltungsmusik führt Weill zur Ausprägung seines „Song-Stils“, Kauffmann zu kompositionstechnischen Adaptionen in Chanson und Schlager; Weill komponiert Musicals, Kauffmann Funkoperetten.
In seiner Straßburger Zeit ab 1940 wandte sich Kauffmann vermehrt der Bühnenmusik zu. Die Oper Die Geschichte vom schönen Annerl (nach Clemens Brentano, 1943) und die Kammeroper Das Perlenhemd (1944) wurden international erfolgreich aufgeführt und rezipiert. Die einzige Sinfonie von 1942 stellt eine Umarbeitung der Alemannischen Suite von 1932 dar. Über seine Kammeroper Das Perlenhemd urteilte Philipp Jarnach: „Sein zweites Bühnenwerk... ist eine musikalische Kostbarkeit und zugleich das Muster eines neuen, gültigen Stiles der Kammeroper“. Seine Kammermusik für Bläser (unter anderem das Quintett für Flöte, Oboe, Klarinette, Horn und Fagott und die Musik für 3 Trompeten, 4 Hörner, 3 Posaunen und Tuba) sowie das Concertino für Kontrabass und kleines Orchester werden auch heute gelegentlich aufgeführt. Sein früher Tod (1944) verhinderte die künstlerische Weiterentwicklung eines noch jungen Komponisten, der zwar einige Erfolge vorzuweisen hatte, aber im Konzertbetrieb noch nicht genügend etabliert war. Die neue Freiheit nach dem Krieg blieb ihm verwehrt. Hans Rosbaud, einer der für die Förderung der neuen Musik bedeutendsten Dirigenten, setzte sich immer wieder für Kauffmann ein und veranlasste nach dessen Tod die Aufarbeitung des Nachlasses. Diese Aufgabe übernahm Kauffmanns Straßburger Kollege am Konservatorium, der Flötist Hans-Jakob Seydel.

## Werkliste (Auswahl)
Kammermusik für Tasteninstrumente: Klavier solo oder vierhändig, Orgel
- Kleinere Klavierstücke: Prélude, Scherzo, Passepied, Marsch, Two Step
- Zwei Etüden für Klavier: Kleines Capriccio, Spiel
- Bagatelle für Klavier vierhändig, in: Straßburger Klavierbuch
- Orgeltrio (für Fritz Münch)
- Zehn Variationen für Klavier über das Liedchen „Summ, Bienchen, summ.“
- Melancholisches Scherzo
- Impromptu und Lustiger Marsch für zwei Klaviere

Kammermusik für Klavier und Soloinstrument(e)
- Sonate pour Piano et violon
- Kleine Suite für Bratsche und Klavier
- Spielstück in Es für Geige und Klavier
- Variationen über ein Kinderlied (Hänschen klein) für Flöte und Klavier

Kammermusik für Streicher
- Streichquartett „à ma femme“
- Trio pour Violon, Cello et Piano
- Trio pour Violon, Alto, Violoncell
- Fünf Stücke für Streichquartett
- Divertimento für zwei Violinen und Bratsche

Kammermusik sonstige Besetzungen
- Stück für vier Hörner in F
- Divertimento für Flöte, Viola da Gamba (oder Bratsche) und Cembalo
- Blasmusik für 3 Trompeten in C, 4 Hörner in F, 3 Posaunen und Tuba
- Quintett für Flöte, Oboe, Klarinette, Horn und Fagott

Geistliche und weltliche Lieder für Klavier/Orgel/Begleitinstrument und Stimme
- Geistliche Lieder: Ave Maria, Pater noster, Pie Jesu, Tantum ergo
- Vier Lieder in französischer Sprache (Albert Samain):

1. Heures d´été
2. Chanson violette
3. Chanson d´automme
4. La lune blanche

- Lieder nach Friedrich Lienhard
- Drei elsässische Lieder (Nathan Katz)

1. Das heimlige Waibje
2. Ragenacht
3. D´Härbschtnawel

- Lieder der Treue
- Vier Lieder nach Gedichten von Eduard Reinacher

1. Augenzauber
2. Mondzauber
3. Kammzauber
4. Herbstmorgen

- Drei Lieder nach Otto Lautenschlager

1. Traumfahrt
2. Blaue Wolken
3. Liebe

Mehrstimmige Vokalwerke, A-cappella-Chöre und Chöre mit Klavier oder Orgel
- Tantum ergo
- Missa brevis
- Der 57. Psalm in der Nachdichtung von Manfred Sturmann
- Göttliche Liebe
- Ich habe der Welt ihr Recht getan
- Königskinder
- Herbstbild

Vokalwerke mit Orchester
- Tsilla (Albert Samain)
- Acherontische Suite nach Eduard Reinachers „Todes Tanz“
- Heimatkantate
- Abendkantate
- Frühlingskantate
- Messe für gemischten Chor, Streicher und Orgel, G-Dur
- Messe in A

Orchesterwerke (auch mit Soloinstrumenten)
- Divertimento pour un violon récitant et orchestre
- Alemannische Suite
- Sinfonisches Capriccio für Violine und Orchester
- „Der Auftakt“. Suite für kleines Orchester
- Festliche Musik für Streichorchester, 2 Trompeten in C und 3 Posaunen
- Concertino für Kontrabass und Kammerorchester
- Konzertsuite in einem Satz aus der Oper „Die Geschichte vom schönen Annerl“
- Das kleine Blumenkonzert

Ballette, Opern und Singspiele
- Musik zu dem Märchenspiel Das Zauberflötchen (W. Mathiesen)
- Elsässisches Tanzspiel
- Die Geschichte vom schönen Annerl (Oper)
- Das Perlenhemd (Kammeroper)

Hörspielmusik, Unterhaltungsmusik und Bearbeitungen
- Das große Pfingstgespräch (Eduard Reinacher)
- Funkrevue, Operette in 24 Szenen
- Schritte. Musikalische Szenen für den Rundfunk. (Eduard Reinacher)
- Gesang ins Glück – Funkoperette (Paul Schaaf)
- Glück muss man haben (Erich Wippermann)
- Liebe im Park (Erich Wippermann)
- Der Narr mit der Hacke. Ein Hörspiel nach japanischen Motiven von Eduard Reinacher
- 10 Schlager